# Zuurstofelektrode

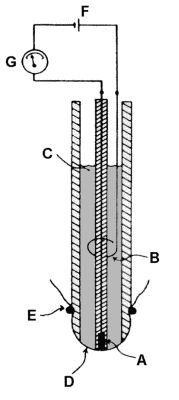
Zuurstofelektrode: (A) Pt- (B) Ag/AgCl-elektrode (C) KCl elektrolyt (D) membraan (E) klemring (F) voeding (G) ampèrometer

De zuurstofelektrode meet zuurstof aan een katalytisch platina-oppervlak, gebruik makend van deze reactie:  
O2 + 2 H2O + 2 e−  → H2O2 + 2 OH−
Als tegenelektrode wordt een zilverchloride-elektrode gebruikt.

## Werking
De zuurstofelektrode is als volgt opgebouwd (zie afbeelding hiernaast): de platina- (A) en zilverelektrode (B) hangen in een verzadigde kaliumchlorideoplossing (C). Deze oplossing is van de te bepalen vloeistof gescheiden door een membraan (teflon). Dit membraan laat wel moleculaire zuurstof door.
De doorgelaten zuurstof bereikt uiteindelijk de kathode (platina-elektrode), zodat daar bovenstaande reductiereactie kan plaatsvinden. Door deze reactie gaat een stroom lopen tussen de platina- en de zilverelektrode. De gemeten stroomsterkte is een mate voor de hoeveelheid zuurstof in het monster. Voorwaarde is wel, dat het monster constant geroerd blijft, zodat er geen zuurstofarm gebied rondom het membraan ontstaat.